# Neus Sanmartí
Neus Sanmarti i Puig (Barcelona, 1943) es una química y profesora española, catedrática emérita del departamento de Didáctica de las Matemáticas y de las Ciencias Experimentales de la Facultad de Ciencias de la Educación de la Universidad Autónoma de Barcelona.

## Biografía
Se doctoró en Ciencias Químicas en 1990 por la Universidad Autónoma de Barcelona gracias a la tesis Dificultats en la comprensio de la diferenciacio entre els conceptes de mescla i compost y se especializó en didáctica de las ciencias. Fue profesora de la Escuela de Maestros Sant Cugat y actualmente es catedrática y profesora emérita del Departamento de Didáctica de la Matemática y de las Ciencias Experimentales de la Facultad de Ciencias de la Educación de la Universidad Autónoma de Barcelona. De 2002 a 2008 dirigió el Instituto de Ciencias de la Educación de la UAB.
Ha trabajado especialmente en investigación sobre la evaluación formativa, el lenguaje en relación con el aprendizaje científico y la educación ambiental, así como en la formación permanente del profesorado de ciencias. En 2009 recibió la Cruz de Sant Jordi de la Generalidad de Cataluña.